# Gare d'Etterbeek
La gare d'Etterbeek (en néerlandais : station Etterbeek) est une gare ferroviaire belge de la ligne 161 de Bruxelles-Nord à Namur, située sur le territoire de la commune d’Ixelles, à proximité d'Etterbeek, dans la Région de Bruxelles-Capitale. Elle dessert notamment la Vrije Universiteit Brussel (VUB) et l'université libre de Bruxelles (ULB).
C'est une gare de la Société nationale des chemins de fer belges (SNCB) desservie par des trains InterCity (IC), Suburbains (S) et d'Heure de pointe (P).

## Situation ferroviaire
Établie à 83 mètres d'altitude, la gare d'Etterbeek est située au point kilométrique (PK) 7,665 de la ligne 161 de Bruxelles-Nord à Namur, entre les gares de Bruxelles-Luxembourg et de Watermael.
Elle est également l'origine de l'ancienne ligne 160 d'Etterbeek à Tervuren (déferrée).

## Histoire
La gare est inaugurée le 25 septembre 1880 par l’Administration des chemins de fer de l’État belge sur une section de la ligne du Luxembourg mise en service en 1854.
Cette petite gare avait alors une vocation essentiellement militaire, en raison de sa proximité avec les casernes et la plaine des manœuvres. Elle était aussi une gare de bifurcation avec la ligne d'Etterbeek à Tervueren, ouverte de 1881 à 1882.
Dans les années 1890, le quartier est encore très peu urbanisé. Toutefois, l'expansion de la ville de Bruxelles et la construction de la ligne de Schaerbeek à Hal entraînèrent un agrandissement des installations de la gare et la construction d'un nouveau bâtiment monumental, achevé en 1906. Cette gare, accolée au pont du boulevard de ceinture était dotée de quatre voies et d'installations agrandies pour le déchargement des marchandises (la gare du Quartier Léopold était en effet saturée). Un raccordement ferroviaire pénétrait dans l'emprise des casernes tandis qu'une bifurcation avec la ligne Schaerbeek-Hal donnait accès à la gare d'Etterbeek-Cinquantenaire (utilisée pour l'Exposition universelle de 1897 et formellement mise en service en 1912). Lors de l'Exposition universelle de 1910, un raccordement ferroviaire fut également réalisé au départ d'Etterbeek.
Peu après la création de la SNCB, un opérateur électrique (futur Electrobel) obtint la concession de la ligne chemin de fer Etterbeek-Tervueren. La ligne fut électrifiée (en 1931) et prolongée jusque Bruxelles-Luxembourg (en ajoutant une troisième voie). Le quai no 1 de la gare d'Etterbeek fut alors surélevé et réservé aux trains du « Bruxelles - Tervueren » (BT).
En 1956, la ligne du Luxembourg fut électrifiée à son tour. Deux ans plus tard, la compagnie du Bruxelles - Tervueren cesse d'exploiter la ligne, qui est desélectrifiée. Jusqu'en 1970, la SNCB assura la desserte marchandises de la ligne, qui a depuis été démontée.
Depuis 1976, la ligne 26 (de Schaerbeek à Hal) et son raccordement vers Etterbeek sont parcourus par des trains de voyageurs.
À partir des années 1990, les hangars et quais de transbordement desservant les casernes ont cédé la place à des immeubles de bureau. Les quais ont été allongés et surhaussés dans les années 2000, occasionnant la disparition des dernières voies de garage.
Dans les années 2010, le plan des voies a été réaménagé entre Etterbeek et Watermael avec la création d'un saut-de-mouton. La ligne est désormais à quatre voies entre Watermael et Schuman.

## Service des voyageurs

### Accueil
Gare SNCB, elle dispose d'un bâtiment équipé d'une salle d'attente, de guichets, de toilettes et de distributeurs de billets. Un café-pâtissier et des distributeurs de snacks et boissons sont présents en gare.

### Desserte
Etterbeek est desservie par des trains InterCity (IC), d'Heure de pointe (P) et Suburbains (S) des lignes S4, S5, S7, S8, S81, S19 et S9 circulant sur les lignes commerciales 26 et 161 (voir brochures SNCB,). Il faut noter que la majorité des InterCity et trains P de la ligne 161 ne marquent pas l’arrêt à Etterbeek.

#### En semaine
Il existe deux dessertes semi-directes chaque heure :
- IC-17 de Dinant à Brussels-Airport-Zaventem ;
- S19 de Charleroi-Central à Brussels-Airport-Zaventem.

Les trains suburbains assurent les dessertes suivantes une fois par heure (deux pour les S5 et S8) :
- S4 : Alost - Merode - Malines ;
- S5 : Malines - Hal - Enghien / Grammont ;
- S5 / S9 : Landen - Louvain - Hal - Enghien ;
- S7 : Bruxelles-Luxembourg - Merode - Vilvorde ;
- S8 : Zottegem / Bruxelles-Midi - Ottigines ou Louvain-la-Neuve ;
- S81 : Schaerbeek - Ottignies (uniquement en heure de pointe).

#### Week-ends et jours fériés
Il existe trois dessertes S par heure :
- S19 entre Nivelles et Louvain via Brussels Airport
- S8 entre Bruxelles-Midi et Ottignies ;
- S5 entre Malines et Hal.

Depuis 2018, la gare est desservie le dimanche soir en période scolaire par trois trains P étudiants reliant respectivement Mouscron ou Binche à Louvain-la-Neuve et Arlon à Bruxelles-Midi.

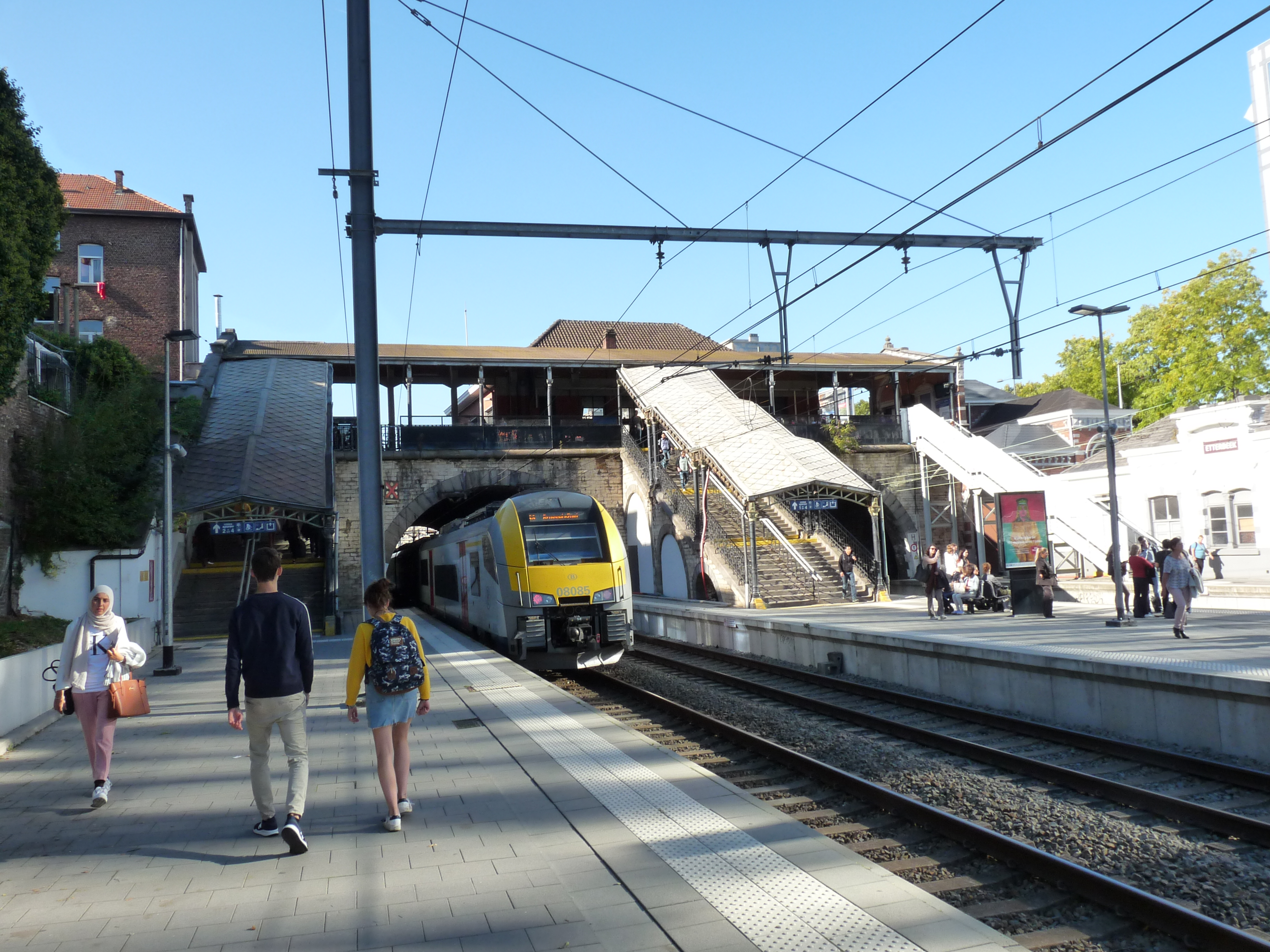
Départ d'un train voie 1.
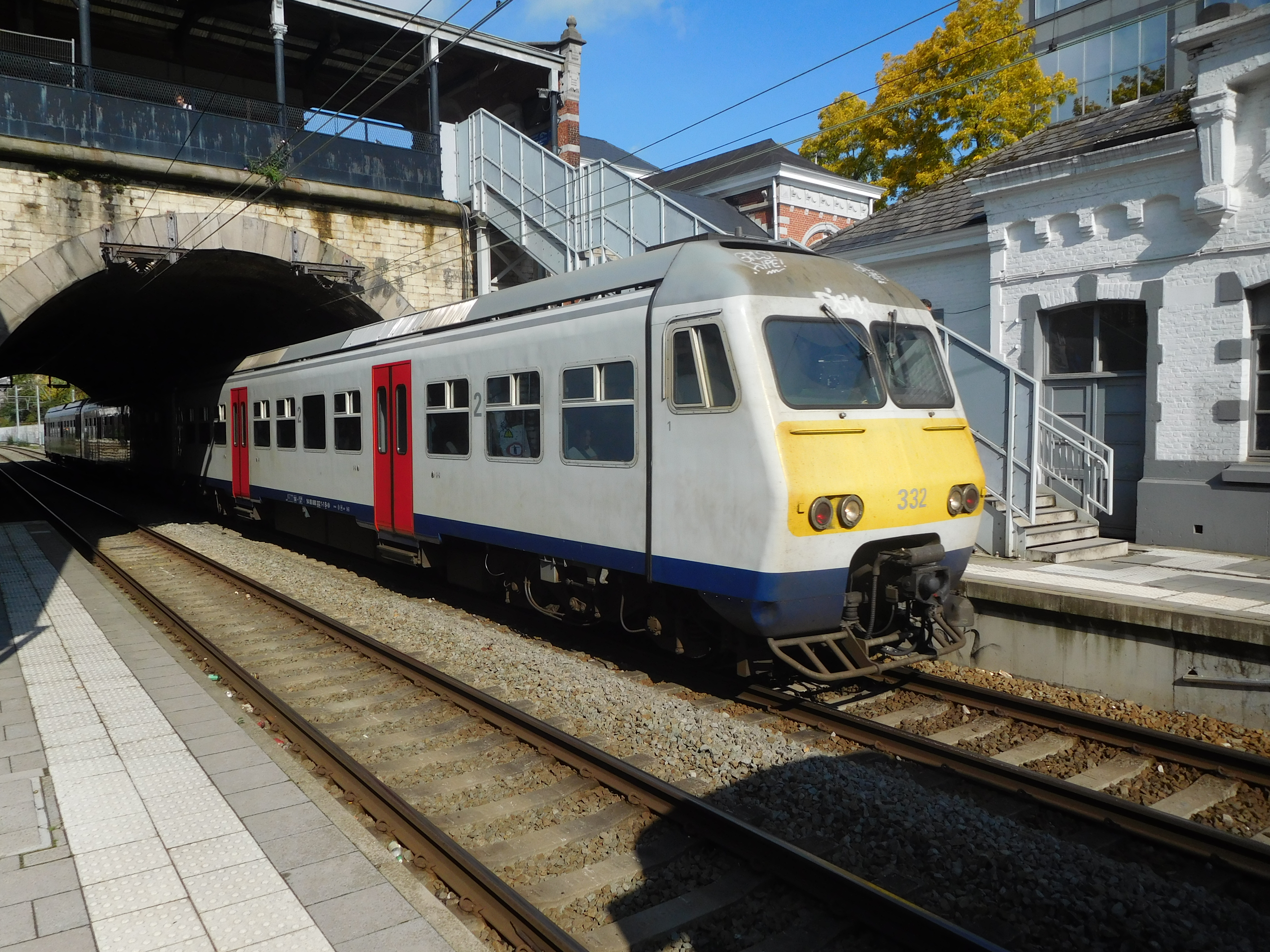
Arrivée d'un train voie 4.
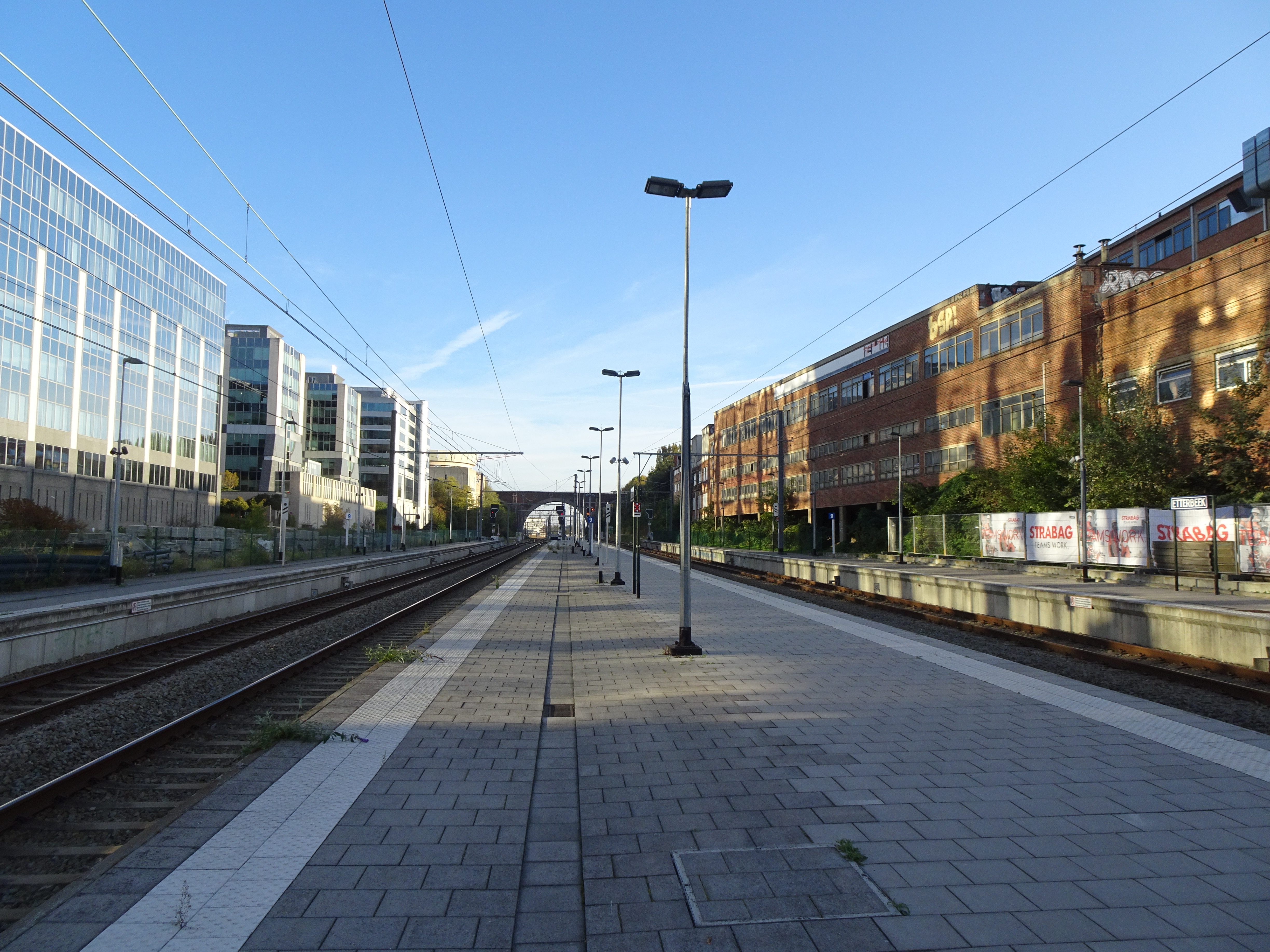
Le quai central.
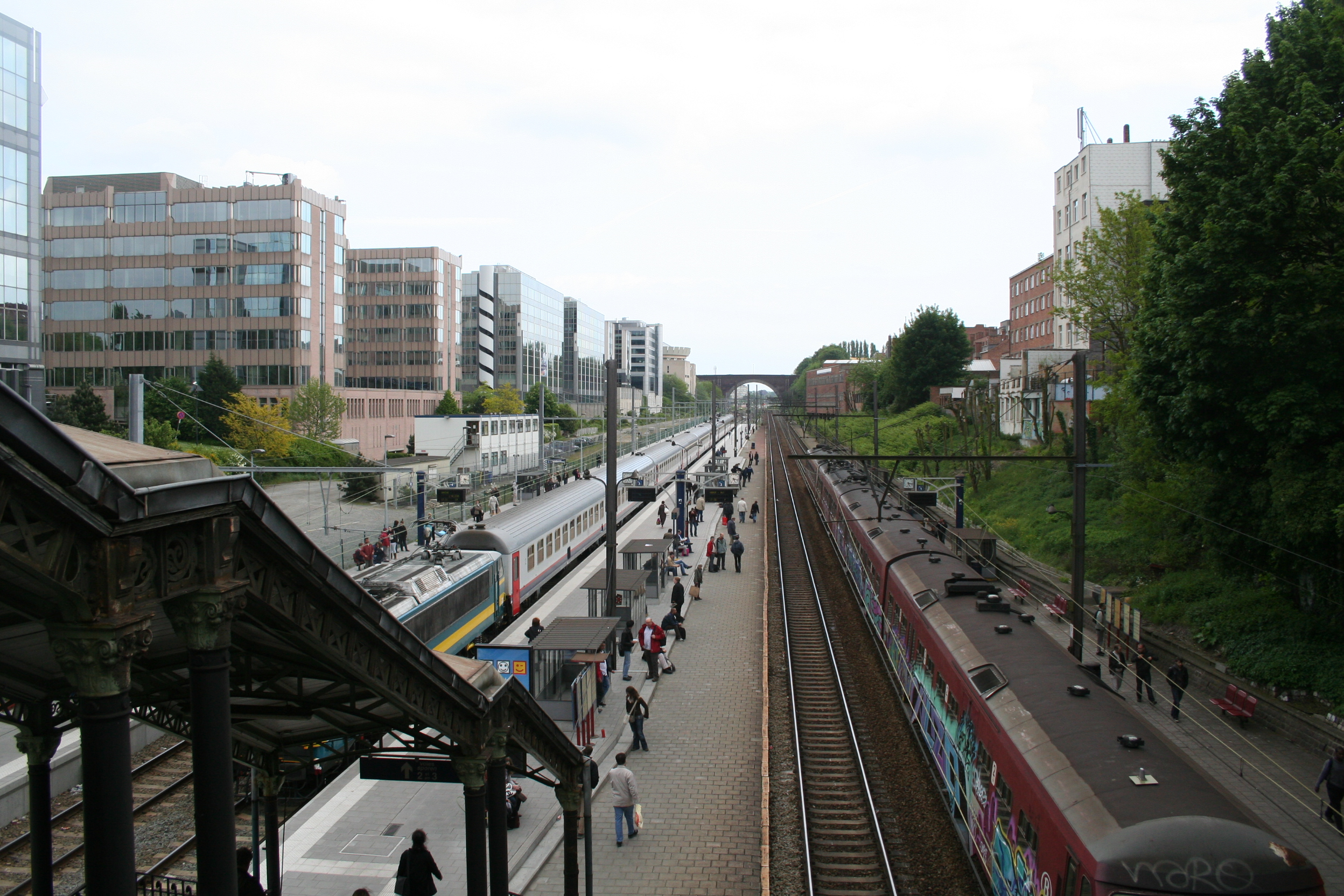
Les voies en 2009.
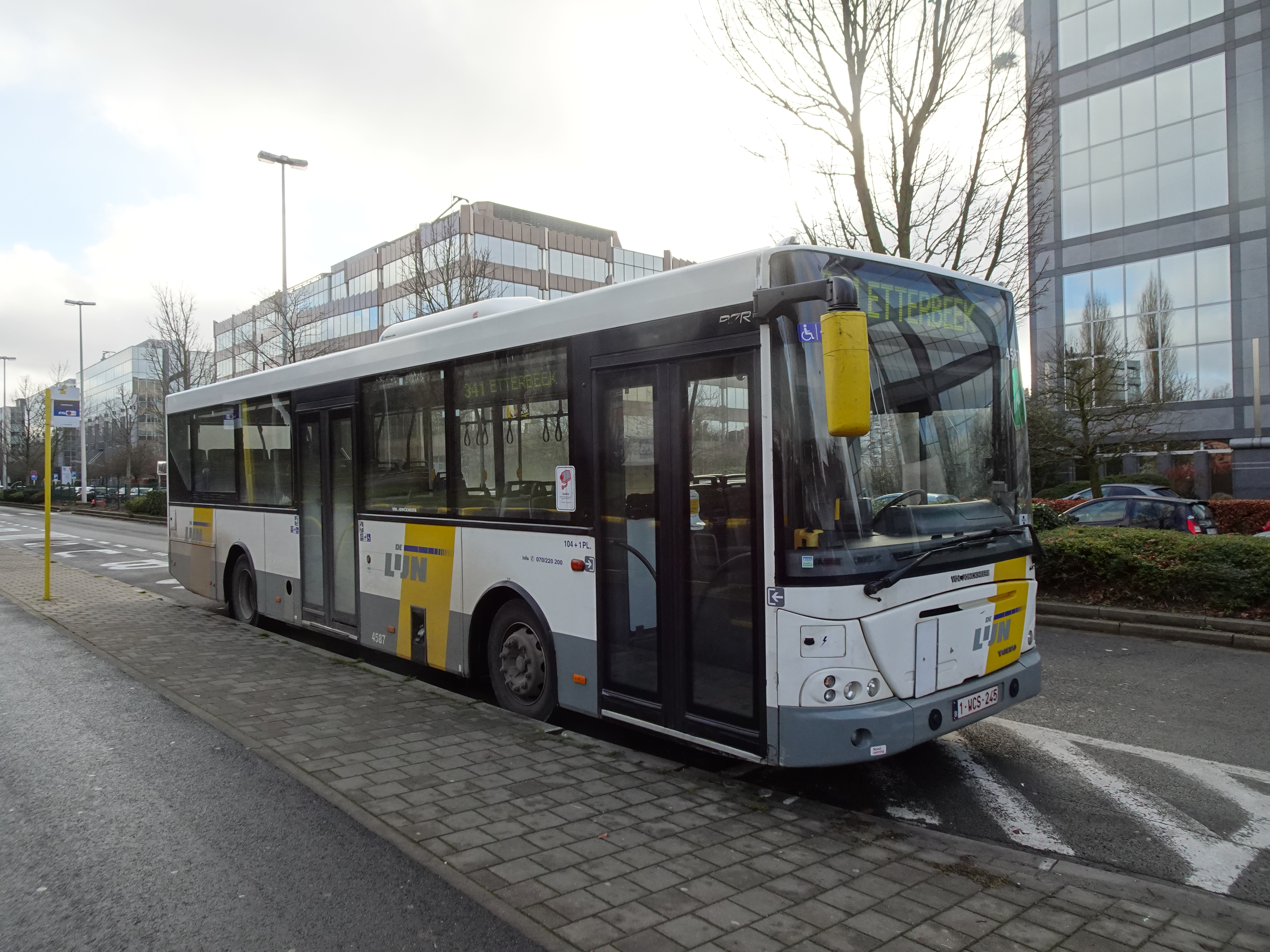
Terminus des bus De Lijn et TEC.

### Intermodalité
La gare est desservie par le tramway de Bruxelles (lignes 7 et 25).
Elle jouxte un arrêt desservi par les bus des réseaux : Société des transports intercommunaux de Bruxelles (STIB) ligne 95 et Noctis (N08 et N09) 
À proximité de la VUB se trouve une gare routière desservie par les bus De Lijn (lignes 178, R75 et R78) ; ainsi que ceux de l'Opérateur de transport de Wallonie (TEC) ligne E11.

## Comptage voyageurs
Ce graphique et tableau montre le nombre de voyageurs embarquant en moyenne durant la semaine, le samedi et le dimanche.
| Nombre de passagers qui embarquent à la gare d'Etterbeek | Nombre de passagers qui embarquent à la gare d'Etterbeek | Nombre de passagers qui embarquent à la gare d'Etterbeek | Nombre de passagers qui embarquent à la gare d'Etterbeek |
|                                                          | Semaine                                                  | Samedi                                                   | Dimanche                                                 |
| -------------------------------------------------------- | -------------------------------------------------------- | -------------------------------------------------------- | -------------------------------------------------------- |
| 1977                                                     | 3 520                                                    | 364                                                      | 233                                                      |
| 1978                                                     | 3 316                                                    | 364                                                      | 212                                                      |
| 1979                                                     | 3 473                                                    | 251                                                      | 190                                                      |
| 1980                                                     | 3 535                                                    | 303                                                      | 159                                                      |
| 1981                                                     | 3 400                                                    | 198                                                      | 174                                                      |
| 1982                                                     | 3 490                                                    | 261                                                      | 154                                                      |
| 1983                                                     | 2 930                                                    | 298                                                      | 154                                                      |
| 1984                                                     | 2 270                                                    | 187                                                      | 149                                                      |
| 1985                                                     | 2 091                                                    | 174                                                      | 135                                                      |
| 1986                                                     | 1 880                                                    | 217                                                      | 123                                                      |
| 1987                                                     | 1 929                                                    | 362                                                      | 235                                                      |
| 1988                                                     | 2 451                                                    | 220                                                      | 113                                                      |
| 1989                                                     | 2 357                                                    | 264                                                      | 185                                                      |
| 1990                                                     | 1 260                                                    | 70                                                       | 59                                                       |
| 1991                                                     | 2 345                                                    | 201                                                      | 377                                                      |
| 1992                                                     | 2 025                                                    | 203                                                      | 127                                                      |
| 1993                                                     | 2 807                                                    | 207                                                      | 115                                                      |
| 1994                                                     | 2 651                                                    | 276                                                      | 188                                                      |
| 1995                                                     | 2 792                                                    | 321                                                      | 195                                                      |
| 1996                                                     | 3 119                                                    | 285                                                      | 138                                                      |
| 1997                                                     | 3 106                                                    | 345                                                      | 191                                                      |
| 1998                                                     | 3 633                                                    | 327                                                      | 2                                                        |
| 1999                                                     | 3 734                                                    | 338                                                      | 3                                                        |
| 2000                                                     | 3 810                                                    | 409                                                      | 3                                                        |
| 2001                                                     | 4 811                                                    | 640                                                      | 504                                                      |
| 2002                                                     | 4 675                                                    | 578                                                      | 247                                                      |
| 2003                                                     | 4 922                                                    | 402                                                      | 276                                                      |
| 2004                                                     | 5 233                                                    | 370                                                      | 249                                                      |
| 2005                                                     | 5 738                                                    | 510                                                      | 378                                                      |
| 2006                                                     | 6 026                                                    | 429                                                      | 262                                                      |
| 2007                                                     | 5 565                                                    | 344                                                      | 223                                                      |
| 2008                                                     | -                                                        | -                                                        | -                                                        |
| 2009                                                     | 5 091                                                    | 457                                                      | 300                                                      |
| 2010                                                     | -                                                        | -                                                        | -                                                        |
| 2011                                                     | -                                                        | -                                                        | -                                                        |
| 2012                                                     | 4 645                                                    | 433                                                      | 306                                                      |
| 2013                                                     | 4 621                                                    | 376                                                      | 211                                                      |
| 2014                                                     | 4 766                                                    | 399                                                      | 269                                                      |
| 2015                                                     | 4 894                                                    | 365                                                      | 311                                                      |
| 2016                                                     | 5 450                                                    | 242                                                      | 218                                                      |
| 2017                                                     | 6 681                                                    | 382                                                      | 323                                                      |
| 2018                                                     | 7 536                                                    | 791                                                      | 564                                                      |
| 2019                                                     | 7 924                                                    | 819                                                      | 693                                                      |
| 2020                                                     | 4 264                                                    | 819                                                      | 767                                                      |
| 2021                                                     | -                                                        | -                                                        | -                                                        |
| 2022                                                     | 6 556                                                    | 1 007                                                    | 825                                                      |
| 2023                                                     | 6 658                                                    | 894                                                      | 698                                                      |
| 2024                                                     | 8 272                                                    | 1 044                                                    | 840                                                      |

## Patrimoine ferroviaire
Le premier bâtiment est un petit édifice à un étage de cinq travées sous toiture à croupes. Il présente une ressemblance frappante avec la gare de Kontich-Casernes. Depuis la construction des nouveaux bâtiments, il est utilisé comme annexe mais existe toujours.
Le second bâtiment date de 1906 et se trouve sur le pont. Il s'agissait d'un édifice opulent de style Néo-Renaissance flamande avec un pavillon central, deux ailes et un pavillon plus petit à gauche. Côté voie, une marquise donne sur trois escaliers, couverts, dont un dans une structure en briques munie de nombreuses fenêtres.
Ce bâtiment, endommagé par les bombardements durant la Seconde Guerre mondiale, fut en grande partie démoli au en 1958 et remplacé par une petite structure à toiture à croupes qui présente quelques similarités avec la gare de Tongres. Les fondations, les escaliers, la marquise et une petite partie de la gare côté gauche ont été conservés.
Dans les années 2000, à l'occasion de la réfection des quais, l'escalier situé dans une structure en briques a été condamné et remplacé par un escalier donnant directement sur les quais.

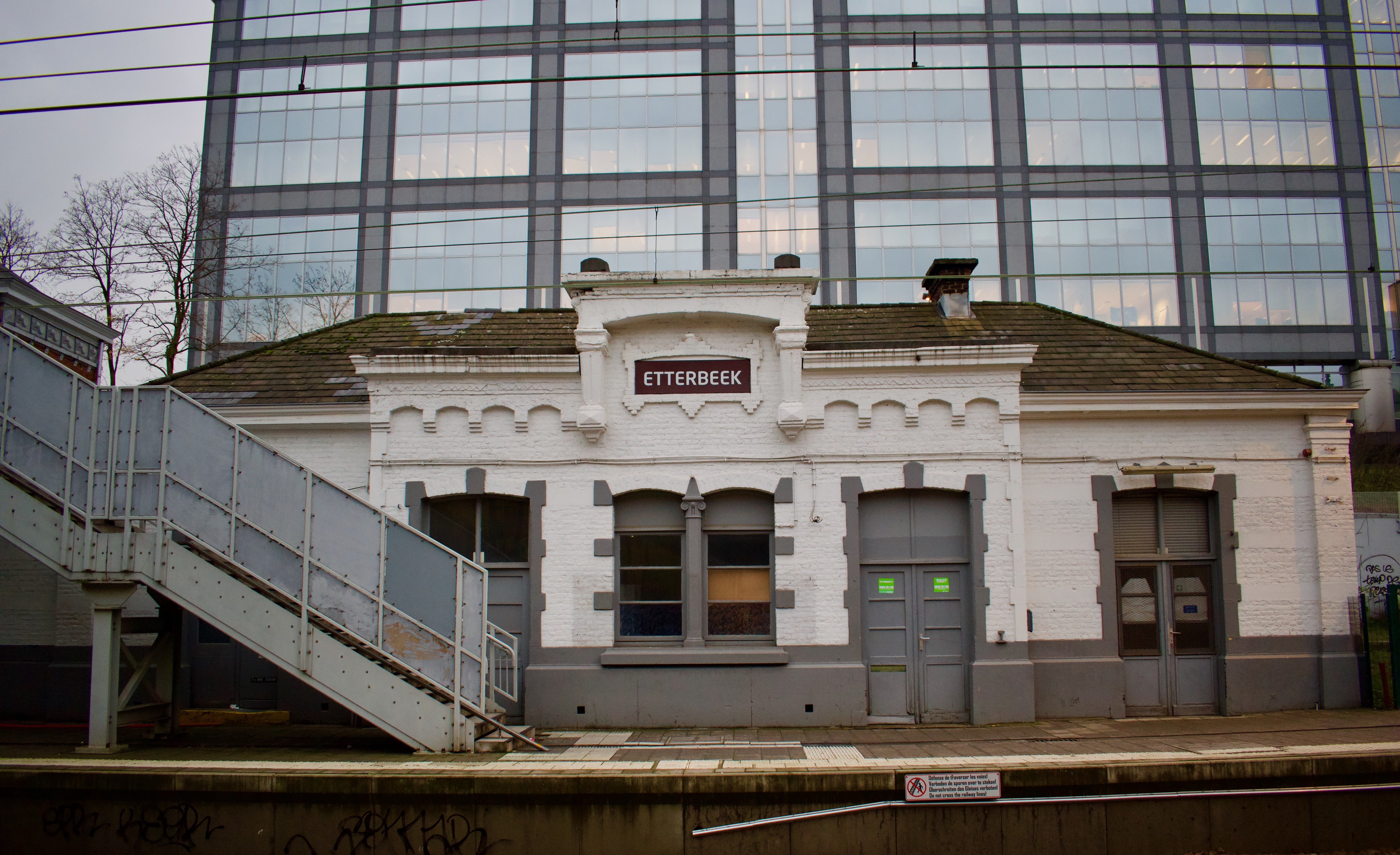
Le bâtiment d'origine.
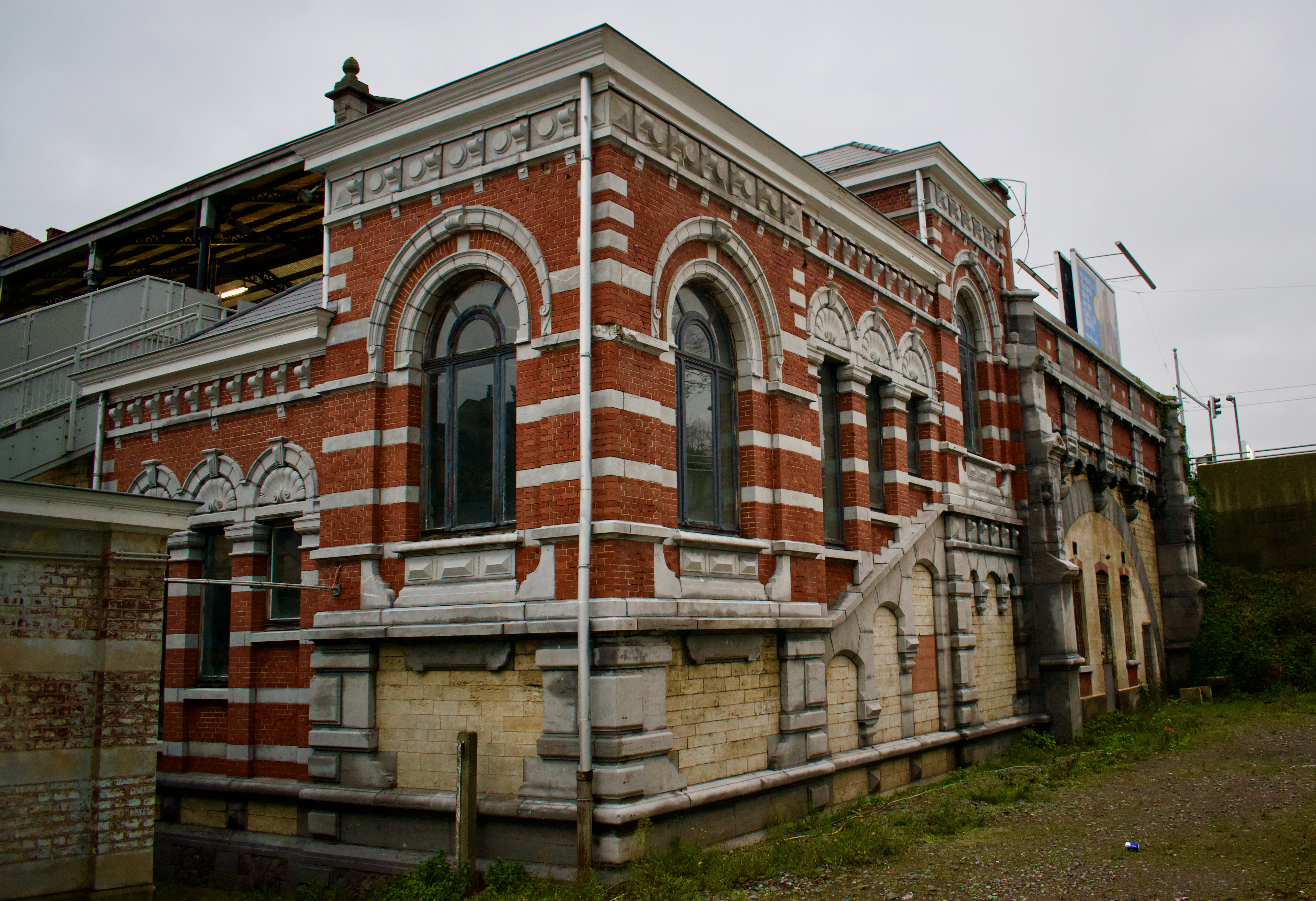
Escalier et soubassement du second bâtiment.
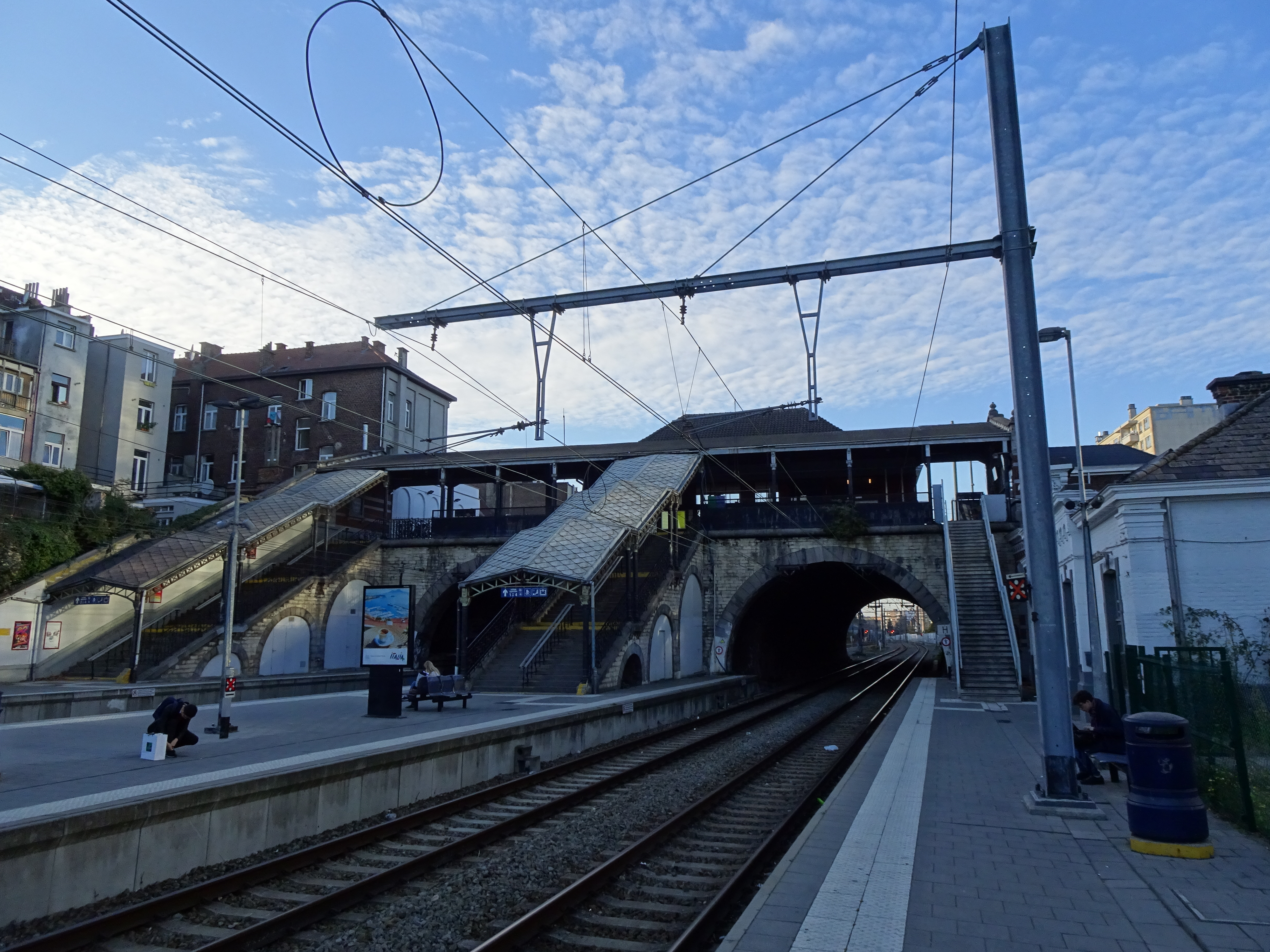
Le pont et la marquise.
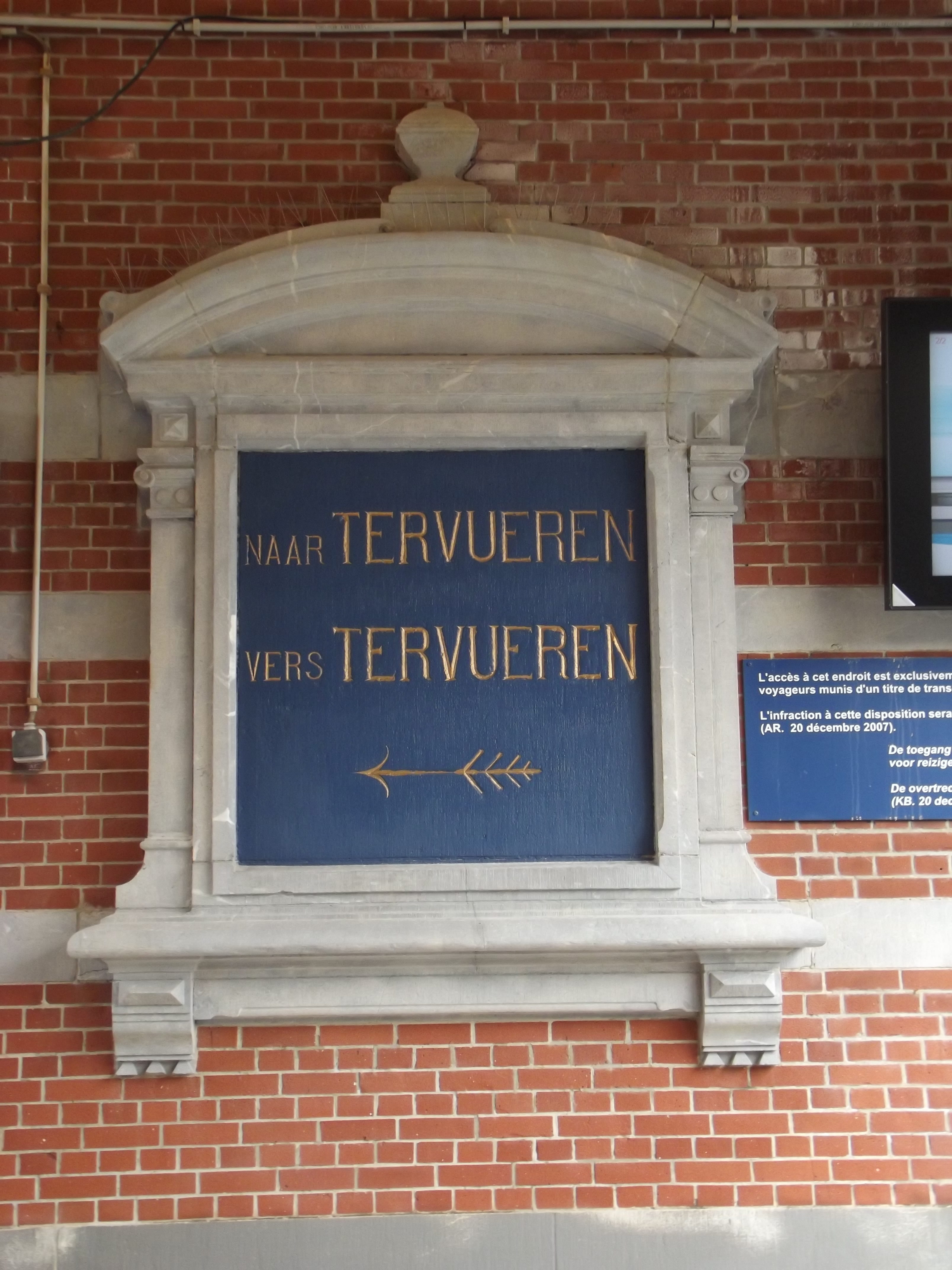
Vestige du temps de la ligne 160.
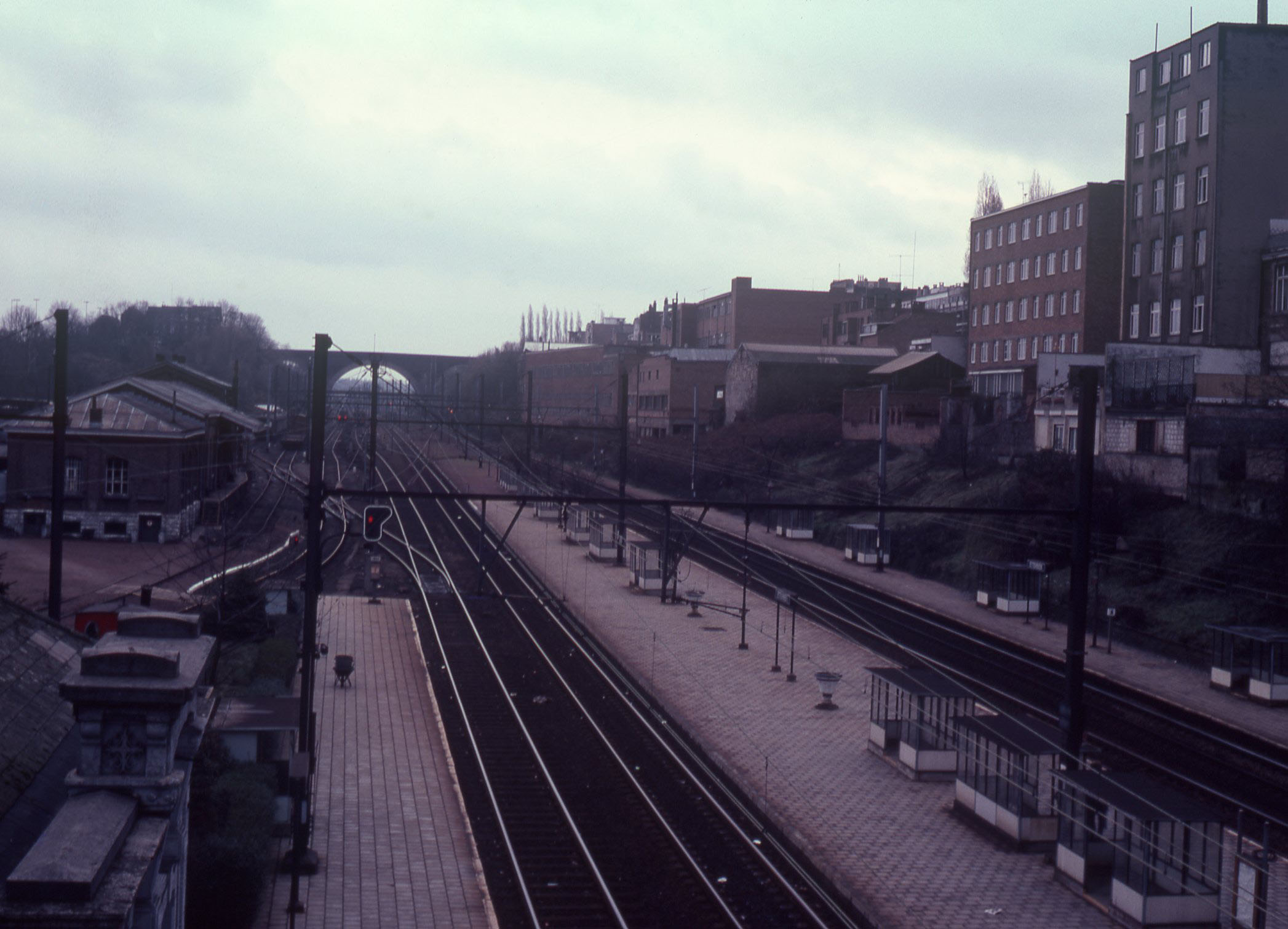
Voies de garage et halle à marchandises (disparues).